# Процнер, Ежи
Ежи Процнер (пол. Jerzy Procner; 9 июля 1924, Краков — 16 апреля 1980, Жешув) — польский дирижёр и композитор.
В начале 1950-х гг. ассистент Витольда Ровицкого в Варшавском филармоническом оркестре С 1956 г. дирижёр Силезской оперы в Бытоме. В 1968—1972 гг. — художественный руководитель Государственной Балтийской оперы и филармонии в Гданьске.
Автор музыки к театральным спектаклям, в том числе к «Комедии ошибок» Шекспира (Краков, 1955), комедии Альфреда де Мюссе «Не нужно биться об заклад» (Ломжа, 1961).